# Хаттон, Люси
Люси́ Эли́забет Ха́ттон (англ. Lucy Elizabeth Hatton; род. 8 ноября 1994, Кеттеринг, Нортгемптоншир, Великобритания) — британская легкоатлетка, специализирующаяся в барьерном беге. Серебряный призёр чемпионата Европы в помещении в беге на 60 метров с барьерами.

## Биография
Начала заниматься лёгкой атлетикой в 9 лет. Учёба в школе давалась ей тяжело из-за дислексии, поэтому родители поддерживали Люси в занятиях спортом, где она могла проявить себя.
После переезда в Корби тренировалась под руководством Джона Андерсона и Алекса Кларка. Пробовала свои силы в различных дисциплинах, но из-за травмы спины была вынуждена сконцентрироваться на барьерном спринте. В 2012 году она поступила в Университет Лестера, где изучала криминологию. Сочетать учёбу и тренировки с каждым годом было всё сложней. Она была вынуждена также работать в трёх различных местах, чтобы иметь необходимое количество финансов. В 2013 году она выставила саму себя на аукцион на интернет-площадке eBay, где благодаря краудфандингу смогла собрать необходимые средства для продолжения карьеры.
В 2014 году перешла под руководство Ежи Мацюкевича из Университета Лафборо. С ним она в дебютный год смогла стать второй на чемпионате страны в беге на 100 метров с барьерами с личным рекордом 13,20.
Зимний сезон 2015 года стал для Люси одним из самых успешных. Она снова стала второй на национальном первенстве, а на чемпионате Европы в помещении завоевала серебро в беге на 60 метров с барьерами. Показанное в финале время, 7,90, стало новым рекордом страны среди молодёжи. Из-за травм Люси пропустила большую часть летнего сезона, в том числе и чемпионат мира в Пекине. Как результат — она не попала в государственную программу поддержки спортсменов и снова была вынуждена искать частных спонсоров, чтобы подготовиться к Олимпийским играм.
В олимпийский 2016 год Люси решила перейти к Антонио Миникьелло, тренеру олимпийской чемпионки в семиборье Джессики Эннис-Хилл. Она участвовала в чемпионате Европы, где не смогла выйти в полуфинал. На национальном отборе заняла третье место и не попала в команду для участия в Играх в Рио-де-Жанейро.

## Основные результаты
| Год  | Турнир                       | Место проведения      | Дисциплина | Место       | Результат |
| ---- | ---------------------------- | --------------------- | ---------- | ----------- | --------- |
| 2015 | Чемпионат Европы в помещении | Прага, Чехия          | 60 м/бар.  | 2-е         | 7,90      |
| 2016 | Чемпионат Европы             | Амстердам, Нидерланды | 100 м/бар. | 28-е (заб.) | 13,37     |